# Håkan Rehnberg
Jan Håkan Rehnberg, född 8 april 1953 i Göteborg, är en svensk målare, skulptör och översättare.
Håkan Renberg utbildade sig på Kungliga Konsthögskolan i Stockholm 1975–1980 och på Cité des Arts i Paris 1984–1986.
Han blev ledamot i Konstakademien 2000. Renberg finns representerad vid Moderna Museet, Norrköpings konstmuseum och Göteborgs konstmuseum.

## Utställningskataloger
- Håkan Rehnberg, Johan Scott, Gregor Wróblewski: Moderna Museet, Stockholm 2 februari–16 mars 1980 (Museet, [1980])
- Håkan Rehnberg: 25 septembre–2 novembre 1986 (Paris : Centre Culturel Suédois, [1986])
- Håkan Rehnberg (text: Daniel Birnbaum, Håkan Rehnberg) (Galleri Nordenhake, 1995)
- Meeting point Amman: Ann Edholm and Håkan Rehnberg (Moderna museet, International programme, 1999)
- Håkan Rehnberg: valfrändskaper: Caspar Wolf (1735–1783) (Liljevalchs konsthall, 2002)
- Håkan Rehnberg: den förseglade ateljén – Asyl = the sealed studio – Asylum (Galerie Nordenhake, 2003)

## Översättningar
- Paul Celan: Lila luft (översatt tillsammans med Anders Olsson) (Norstedt, 1989)
- Herakleitos: Fragment (översatt tillsammans med Hans Ruin) (Propexus, 1997)

## Priser och utmärkelser
- 1999 – Letterstedtska priset för översättningar (tillsammans med Hans Ruin) för översättningen av Herakleitos Fragment
- 2000 – Ledamot i Konstakademien
- 2015 – Prins Eugen-medaljen